# Teamtheorie
Die Teamtheorie ist eine ökonomische Theorie von Teams und Organisationen. Dabei betrachtet sie Unternehmen beziehungsweise Organisationen als eine Gruppe von Personen, deren Handlungen sich an bestimmten Entscheidungsregeln beziehungsweise Verhaltensnormen orientieren. Der Begriff wurde von Jacob Marschak 1955 geprägt.
Die Personen verfolgen als Team gemeinsame Interessen und verhalten sich gegenüber verschiedenen Handlungsalternativen risikoneutral. Dabei stehen nicht jedem Teammitglied alle Informationen zur Verfügung. Informationen sind vielmehr dezentral über die Organisation verteilt und können beschafft werden. Die Beschaffung von dezentralen Informationen impliziert Kommunikation und somit auch Kommunikationskosten. Daraus folgt ein Spannungsverhältnis zwischen Kosten der Informationsbeschaffung und suboptimaler Entscheidungen:
- je weniger Informationen ein Entscheidungsträger hat beziehungsweise er sich beschafft, desto höher ist die Wahrscheinlichkeit einer suboptimalen Entscheidung
- je mehr Informationen sich ein Entscheidungsträger beschafft, desto höher sind die Kommunikationskosten.

Dabei wird als Ziel die Wahl der optimalen Kombination aus Informationsstruktur und Entscheidungsregeln für das Teamergebnis verfolgt.
Jedes Unternehmen kann so als Team aufgefasst werden, da die verschiedenen Unternehmensfunktionen wie Beschaffung, Produktion oder Vertrieb das gemeinsame Unternehmensziel der Gewinnmaximierung verfolgen. Weiters legt jedes Mitglied unterschiedliche Entscheidungsvariablen fest, womit jeder einen Teil des ganzen Problems beherrscht. So kümmert sich das Marketing um Werbestrategien und die Produktionsabteilung um Rohstoffe und Produktionsmengen.